# 한국농업경영인중앙연합회
한국농업경영인중앙연합회는 생산기술의 과학화 및 경영의 합리화 등 복지 농어촌건설에 기여함을 목적으로 1991년 3월 16일 설립된 대한민국 농림수산식품부 소관의 사단법인이다. 사무실은 서울특별시 송파구 가락동 71, 한농연회관 2층에 있다.

## 연혁
1980년 농어민후계자 육성기금법을 제정하고 1981년 2월 동법 시행령을 제정함으로써 농어민후계자 육성사업을 실시하게 되었고, 육성기금은 부정축재자 기부재산 환수금 391억원을 인수 받아 설치되었다. 동 육성사업은 선정된 농어민후계자들의 사전교육, 경영 및 기술진단 지도, 해외연수 등 다양한 사후관리 지도를 병행하였고, 그들의 사기진작을 위하여 매년 전국농어민후계자 대회를 개최하게 된 계기로 1987년 전국농어민후계자(농업인후계자)연합회를 결정하였다. 그 이후 한국농어업경영인중앙연합회(1996), 농업인연합회를 별도로 분리하여 한국농업경영인중앙연합회(1997)로 명칭을 변경하여 오늘에 이르고 있다.

## 주요 사업
- 조직사업
  - 협동조합개혁추진위원회, 지방의원협의회, 농업경영인의 사회활동 등
- 정책사업
  - 주요 농정현안에 대한 연구, 조사 및 대안제시
  - 한국농어민신문, 한국농림수산방송 방송, 월간한농연 발행
- 농권 및 대외협력
  - 전체 농업과 농업인의 권익보호를 위한 토론회, 세미나, 성명, 기자회견, 대회 등
  - 농업발전 및 농업인의 권익 활보를 위한 시민, 사회, 환경, 소비자단체 등과의 연대활동
- 교육사업
  - 전문 농업경영인으로서의 능력 배양과 자질 함양을 위한 품목별 전문화 교육 및 연수
  - 급변하는 농업환경에 대한 정확한 인식과 실천좌표의 공유를 위한 지도자 교육
- 농업연수 및 국제교육사업
  - 세계화를 맞이하여 적극적인 대응을 위한 국내외 선진 농업현장 연수
  - 아시아농민연합 및 프랑스 농업경영자총연맹 등 해외 농민단체와의 연대